# Landsforeningen Praktisk Økologi
Landsforeningen Praktisk Økologi er en privat finansieret forening. Foreningens formål er at give medlemmerne viden og værktøjer til en økologisk og bæredygtig hverdag. Foreningen er politisk og økonomisk uafhængig, og dens drift finansieres ud over støtte fra Tips- og Lottomidler udelukkende gennem medlemskontingentet. Dens kerneområder er jordbrug, havedyrkning, husholdning og fødevarer – med et økologisk udgangspunkt.
Desuden deltager foreningen i kampagner om større aktuelle emner som f.eks. naturbeskyttelse, beskyttelse af grundvandet og genteknologi.

## Målsætning
Foreningens formål er:
- At fremme interessen for og kendskabet til økologisk forsvarlig levevis.
- Gennem oplysning, rådgivning og i praksis at udbrede brugen af økologisk forsvarlige dyrkningsmetoder, og dyrehold og husholdningskundskaber.
- At samarbejde med inden- og udenlandske organisationer med tilsvarende formål.

## Administration
Foreningens bestyrelse består af 7 medlemmer og formand. Nuværende forperson er Lotte Hovmark Børresen.
Foreningens adresse er forpersonens bopæl. 
Der er 4 ansatte.[kilde mangler]

## Medlemsblad
Foreningen udgiver medlemsbladet Praktisk Økologi 6 gange årligt. Det rummer artikler med praktiske anvisninger på, hvordan man dyrker sin have økologisk.

## Websites
Foreningen har en række websites, der skal gøre det lettere for danske at leve et økologisk liv.
- Havenyt.dk er en omfattende guide til økologisk dyrkning af haven.
- Merelivihaven.dk gør det muligt at finde et lokalt netværk, hvor man kan finde andre med samme interesse for havedyrkning og / eller økologisk livsstil. 
  - Deljorden.dk gør det muligt for alle at dele og bytte frø, kompost, stauder, frugt osv. med andre. Linket omdirigeres til merelivihaven.dk (2025-02-23)
- Dyrk.nu er et et websted og app med informationer om forskellige afgrøder dyrkning.

## Mere Liv i Haven
Foreningen varetager 'Mere Liv i Haven', en landsdækkende strategi 2014-2017. I det treårige program uddanner Landsforeningen Praktisk Økologi 90 haveambassadører, som skal sprede dyrkningsviden og haveglæde lokalt i hele Danmark. Ambassadørerne vil blive uddannet i haveviden, havepædagogik og lokalt samarbejde. En haveambassadør vil efter endt uddannelse være i stand til at hjælpe sit lokalsamfund og til at dyrke haver og hjælpe begyndere.

## Praktisk Økologi festival
Foreningen har siden 2013 afholdt en årlig festival rundt om i landet. På festivalen er der en række praktiske værksteder, deltagerne kan deltage i. Værkstederne giver redskaber til økologisk havedyrkning og husholdning.

## Den økologiske have
Landsforeningen grundlagde Den økologiske have i Odder i 1991, men den drives i dag af en selvejende fond, oprettet af foreningen, men organisatorisk og økonomisk uafhængig af den. 

## Eksternt link
- Landsforeningen Praktisk Økologi hjemmeside
- Del Jorden - Landsforeningen Praktisk Økologi hjemmeside
- Havenyt.dk - Landsforeningen Praktisk Økologi hjemmeside